# Dysputa świętych Piotra i Pawła
Dysputa świętych Piotra i Pawła (Dysputa dwóch starców) – obraz Rembrandta datowany na rok 1628. Obecnie znajduje się w National Gallery of Victoria w Melbourne.
Obraz został namalowany podczas pobytu malarza w Lejdzie na specjalne zamówienie. Postacie przedstawieni byli w różnych okresach różnie identyfikowani. Według nich byli to dwaj filozofowie lub uczeni na co mogłyby wskazywać zgromadzone wokół zwoje i książki. Ostatecznie przyjmuje się, iż są dwaj apostołowie: św. Piotr i św. Paweł.
Święci zostali przedstawieni bez swych tradycyjnych atrybutów. Rembrandt unikał malowania takich symboli jako burzących realizm scen. Paweł, widoczny z przodu jest skąpany w świetle świec i objaśnia fragment Pisma Świętego wskazując na niego palcem. Księgę trzyma Piotr. Scena jest ilustracją do motywu przedstawionego w Dziełach Apostolskich, a dotyczącego dysputy pomiędzy apostołami na temat nauczania i szerzenia słów Chrystusa wśród wiernych wyznania niemojżeszowego.